# Тумбинка
Тумбинка (тат. Тумба) — река в России, в Республике Татарстан. Левый приток Малого Черемшана. Длина реки — 10 км. Площадь водосборного бассейна — 44,3 км².

## Описание
Берёт начало в густом лесу на крайнем западе Нурлатского района. На значительном протяжении течёт по небольшому открытому участку местности через деревни Новая Тумба (Нурлатский район) и Старая Тумба (Алькеевский район), в низовьях вновь входит в лес в пойме Малого Черемшана. Устье в 2 км к западу от деревни Старая Тумба.
Река маловодна, русло почти везде скрыто лесной растительностью. Сохранились следы старых русел.
Сток зарегулирован, имеется множество насыпных дамб через реку, в Новой Тумбе — пруды на реке и притоке.

## Данные водного реестра
По данным государственного водного реестра России относится к Нижневолжскому бассейновому округу, водохозяйственный участок реки — Большой Черемшан от истока и до устья. Речной бассейн реки — Волга от верхнего Куйбышевского водохранилища до впадения в Каспий.
Код водного объекта в государственном водном реестре — 11010000412212100005258.